# Peter Frankl
Peter Frankl (Budapest, 2 de octubre de 1935), es un pianista húngaro—inglés. 
Peter Frankl estudió en la Musikakademie de Budapest con Ákos Hernádi, Zoltán Kodály y Leó Weiner.
Hizo su debut en Londres en 1962 y en Nueva York en 1967 con la Orquesta de Cleveland bajo la dirección de George Szell. Desde entonces, ha tocado con las mejores orquestas mundiales incluyendo la Filarmónica de Berlín, Concertgebouw, la Filarmónica de Israel, la Orquesta de París y todas las grandes orquestas inglesas y norteamericanas. Ha colaborado con los más eminentes directores de orquesta como Abbado, Boulez, Davis, Haitink, Maazel, Masur, Muti y Solti. 
Sus viajes alrededor del mundo le han llevado a Japón, Australia, Nueva Zelanda y Sudáfrica, apareciendo en festivales de música europeos y americanos. Entre sus numerosos compañeros de música de cámara figuran Kyung Wha Chung, Péter Csaba, Ralph Kirshbaum, así como importantes cuartetos: Tokio, Takacs, Guarneri, Bartók y Lindsay. 
Entre sus grabaciones destacan las obras completas para piano de Schumann y Debussy, solos de Bartók y Chopin, una antología húngara, conciertos y obras para cuatro manos de Mozart, los quintetos de Brahms, Schumann, Dvorák, Martinu y los tríos y sonatas para violín de Brahms. 
Por su trayectoria artística, ha sido condecorado con la orden del Mérito de la República de Hungría. Es profesor visitante en la Universidad de Yale.